# 斎藤全門
斎藤 全門（さいとう ぜんもん、元禄13年（1700年） - 宝暦11年8月14日（1761年9月12日））は、江戸時代中期の京都の商人、心学者。石田梅岩の高弟。通称は近江屋仁兵衛。著作に『斎藤先生語録』がある。
長男の全孝は家を継いで近江屋仁兵衛を襲名し、次男の全交は京都の呉服染悉染業「平野屋」の遠藤家（近江出身で慶安5年（1692年）に京都で開業）の養嗣子となり、6代目遠藤弥三郎（のち理助と改める。寛政7年に64歳で没）となった。